# Heshan
Heshan is een stadsarrondissement in de prefectuur Jiangmen in de provincie Guangdong. Er wonen 530.648 mensen in Heshan (2020).  Er is belangrijke textielindustrie in Heshan.
De Gevangenis van Jiangmen is in Heshan.

## Stadswijken
- Shaping
- Yayao
- Gonghe
- Taoyuan
- Zhishan
- Yunxiang
- Hecheng
- Zhaiwu
- Shuanghe
- Longkou
- Gulao